# Поташник, Николай Владимирович
Николай Владимирович Поташник (род. 20 мая 1991) — российский самбист, бронзовый призёр чемпионата России по боевому самбо 2015 года, мастер спорта России международного класса. Боец смешанных единоборств. По самбо выступал во второй средней весовой категории (до 82 кг). В смешанных единоборствах по состоянию на 2016 год провёл два боя и оба выиграл (один — единогласным решением судей и один — удушающим приёмом) Готовил сборную Марокко по боевому самбо к чемпионату мира 2015 года.

## Спортивные результаты

### Боевое самбо
- Чемпионат России по боевому самбо 2015 года — ;

### Смешанные боевые искусства
| Результат | Рекорд | Соперник        | Способ               | Турнир                                        | Дата                 | Раунд | Время | Место                   | Примечание |
| --------- | ------ | --------------- | -------------------- | --------------------------------------------- | -------------------- | ----- | ----- | ----------------------- | ---------- |
| Победа    | 2-0    | Шамиль Абукаров | Единогласное решение | PRIDE Fighting Show 1: The Stars of World MMA | 23 апреля 2016 года  | 3     | 5:00  | Россия, Нижний Новгород |            |
| Победа    | 1-0    | Альберто Варгас | Сабмишном (удушение) | Mix Fight Combat                              | 25 декабря 2015 года | 1/2   | 0:00  | Россия, Химки           |            |